# 't Schot
 't Schot, vroeger Ossenschot genoemd, is een gehucht vlak bij Ter Apel in de gemeente Westerwolde. Het ligt ten zuiden van Ter Apel, ten noorden en zuiden van het Ruiten-Aa-kanaal, waar dit samenkomt met het Ter-Apelkanaal.
Anders dan de aanpalende dorpen Burgemeester Beinsdorp en Agodorp, die beiden uit de twintigste eeuw stammen, wordt 't Schot, net als 't Heem aan de noordzijde van Ter Apel, al op oude kaarten vermeld. De oorsprong van het gehucht hangt samen met de stichting van het Klooster Ter Apel in de vijftiende eeuw. De naam verwijst naar een schot, dat is een stal of schuur. De monniken van het klooster lieten hier hun vee grazen.
Het oorspronkelijke gehucht wordt omgeven door een bos met dezelfde naam.
Dorpen: Barnflair · Bellingwolde · Blijham · Bourtange · Jipsingboertange · Oudeschans · Over de Dijk · Sellingen · Ter Apel · Ter Apelkanaal · Veelerveen · Vlagtwedde · Vriescheloo · Wedde · Wedderheide · Zandberg (deels)

Buurtschappen: Agodorp · Borgertange · Borgerveld · Bovenstreek · De Bouwte · De Bruil · De Bult · Den Ham · De Heemen · De Lethe · De Maten · De Oerde · De Straat (Engelkes) · Draaijerij · Ellersinghuizen · Hanetange · Harpel · Hoorn · Hoornderveen · Jipsingboermussel · Jipsinghuizen · Kielhuppen · Klein-Ulsda · Klontjebuurt · Koudehoek · Lammerweg · Laude · Lauderbeetse · Lauderzwarteveen · Laudermarke · Leemdobben · Lieskemeer · Loosterheide · Lutje Ham · Lutjeloo · Morige · Munnekemoer · Nienoordstreekje · Oosteinde · Overdiep · Pallert · Plaggenborg · Poldert · Renneborg · Rhederbrug · Rhederveld · Rijsdam · Roelage · 't Schot · Sellingerbeetse · Sellingerzwarteveen · Slegge · Stakenborg · Stobben · Ter Borg · Ter Haar · Ter Walslage · Ter Wisch · Tjabbesstreek · Veele · Veendijk · Veerste Veldhuis · Verbindingsweg · Vlagtwedder-Veldhuis · Vogelzang · Voorwold · Wedderbergen · Wedderveer · Weende · Weite · Wessingtange · Westeind · De Westert · Winschoterhogebrug (deels) · Winschoterzijl (deels) · Wollingboermarke · Wollinghuizen · Zuidveld · Zandstroom

Groningen: Steden en dorpen      Nederland: Provincies · Gemeenten